# Theodor Christian Broch

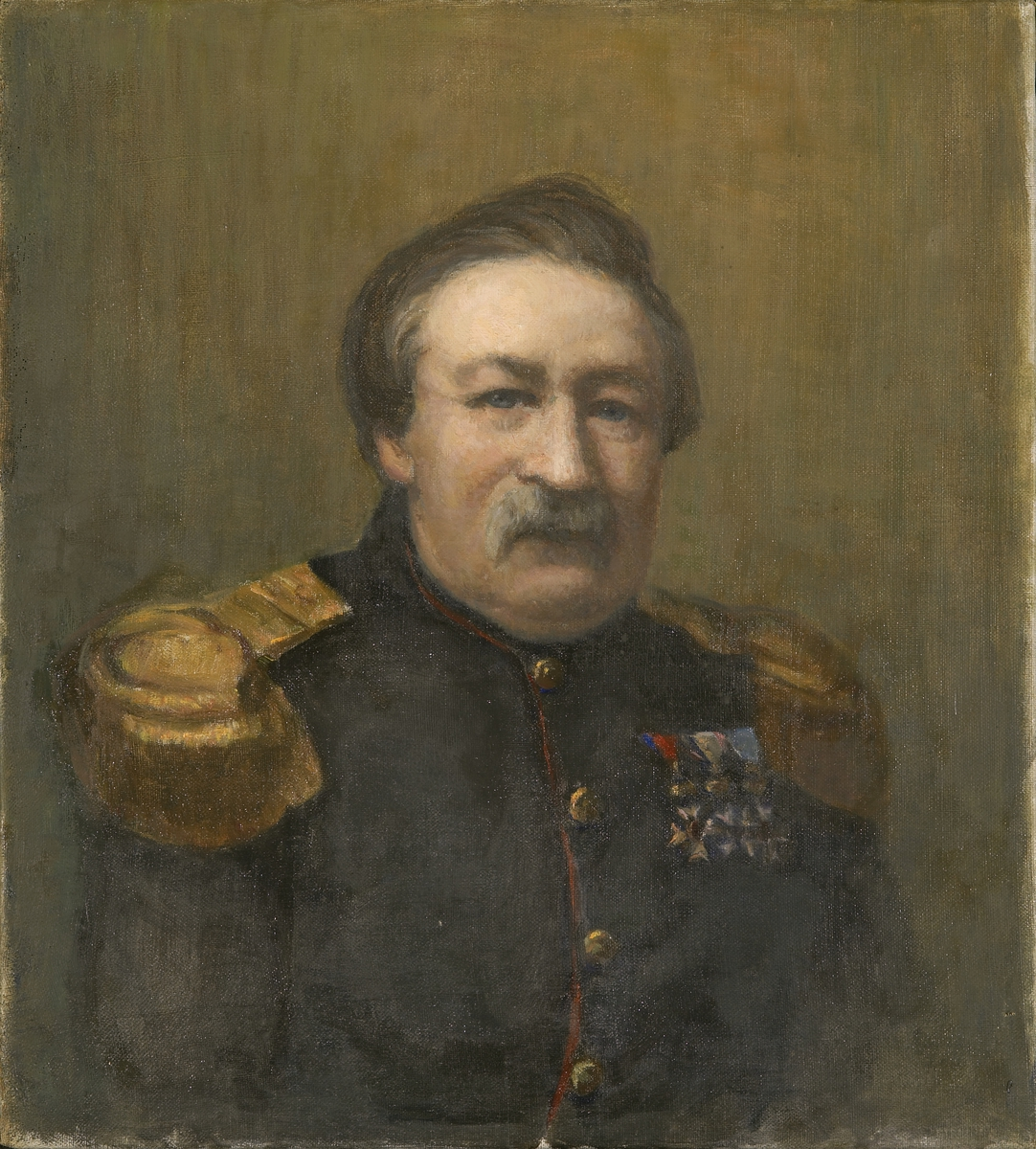
Theodor Christian Broch.

Theodor Christian Anton Broch, född den 19 december 1796 i Bærum, död  den 8 april 1863, var en norsk general. Han var bror till Johan Jørgen Broch.
Broch ingick 1811 i hären och deltog under 1814 års fälttåg i striderna vid Lier och Matrand. Efter Norges förening med Sverige ingick han i ingenjörbrigaden, där han så småningom avancerade till generalmajor (1861). Under en följd av år var Broch lärare vid militärhögskolan och deltog under lång tid även i den geografiska uppmätningen. Åren 1849–1852 var han chef för det militära expeditionskontoret i armédepartementet. I litteraturen uppträdde han med åtskilliga militärvetenskapliga och tekniska arbeten. Jämväl som skald försökte han sig, främst i det av honom (1821–1827) redigerade veckobladet "Hermoder".